# Après le tremblement de terre
Après le tremblement de terre (神の子どもたちはみな踊る, kami no kodomo-tachi wa mina odoru) est un recueil de nouvelles écrites par l'auteur japonais Haruki Murakami, paru au Japon en 2000 (en 2011 pour la France.)

## Contenu
Le recueil se compose de six nouvelles avec, comme trame de fond, le tremblement de terre de Kobe de 1995.
| Titre en français                      | Titre en rōmaji                   | Titre en japonais        |
| -------------------------------------- | --------------------------------- | ------------------------ |
| Un OVNI a atterri à Kushiro            | UFO ga Kushiro ni oriru           | UFOが釧路に降りる        |
| Paysage avec fer                       | Airon no aru fūkei                | アイロンのある風景       |
| Tous les enfants de Dieu savent danser | Kami no kodomotachi wa mina odoru | 神の子どもたちはみな踊る |
| Thaïlande                              | Tairando                          | タイランド               |
| Crapaudin sauve Tokyo                  | Kaeru-kun Tōkyō o sukuu           | かえるくん、東京を救う   |
| Galette au miel                        | Hachimitsu pai                    | 蜂蜜パイ                 |

## Adaptation au cinéma et au théâtre
La nouvelle Tous les enfants de Dieu savent danser est adaptée au cinéma en 2008 dans le film américain All God's Children Can Dance réalisé par Robert Logevall.
Séismes, une création de Sean Hardy, Summertide Company, est une pièce de théâtre librement inspirée d'Après le tremblement de terre de Haruki Murakami. Elle est, pour la première fois, présentée au 100ECS, théâtre à Paris 12e, fin octobre 2020, puis du 6 au 8 avril 2022 à l’Espace Tenri.